# Dschahrom
Dschahrom (persisch جهرم) ist eine Stadt in der iranischen Provinz Fars. Sie befindet sich 190 km südöstlich von Schiras.
Die Stadt findet in Form von Zarham erstmals in dem auf mittelpersisch verfassten Versroman Kārnāmak-i Artaxšer-i Pāpākān Erwähnung, der die Regentschaft des Herrschers Ardaschir I. zum Gegenstand hat, und wird ferner mehrmals im Schāhnāme von Firdausi genannt. Vermutlich bedeutet der Name „Grünes Land“.
Die hauptsächlich landwirtschaftlich ausgerichtete Stadt mit ihrer tropischen und subtropischen Vegetation produziert heute vor allem Datteln, Zitrusfrüchte und Weizen. Außerdem werden hier Teppiche hergestellt.
Südlich von Dschahrom befindet sich die Sang-Schekan-Höhle.

## Hochschulen und Universitäten
Die Stadt verfügt über drei Universitäten:
- Medizinische Universität von Dschahrom[3]
- Islamische Universität von Dschahrom[4]
- Payām-e Nūr Dschahrom[5]

## Persönlichkeiten
- Bārbad, sassanidischer Musiker und Dichter am Hofe Chosrou Parwiz
- Kāmel Dschahromi, Dichter
- Abdol Dschabar Farami, Dichter
- Abu Tāleb-e Tofān, Dichter
- Dschalāl Tofān, Dichter
- Afschin Ghotbi, Fußballtrainer
- Ali Mohammad Bescharati (* 1945), Politiker